# Zastava Krima
Zastava Krima službena je zastava Republike Krim, jedne od međunarodno nepriznatih federalnih jedinica Ruske Federacije. Ova zastava je i službena zastava Autonomne Republike Krim koja stvarno više ne postoji, ali je službeno dio Ukrajine.
Zastava je trobojnica s panslavenskim bojama plavo-bijelo-crveno. Plava traka je na vrhu zastave i čini 1/6 širine zastave. Bijela traka je najšira i čini 2/3 širine zastave, a crvena traka je na dnu zastave i čini 1/6 širine zastave.
Kada se ističe okomito, plava traka treba biti s lijeve strane. Omjer visine i širine zastave je 1:2.